# Policiamento de trânsito
O policiamento de trânsito é a atividade de fiscalizar, reprimir e prevenir infrações de trânsito ou problemas de ordem pública a ele relacionados, bem como restabelecer sua normalidade através do poder de polícia de trânsito.

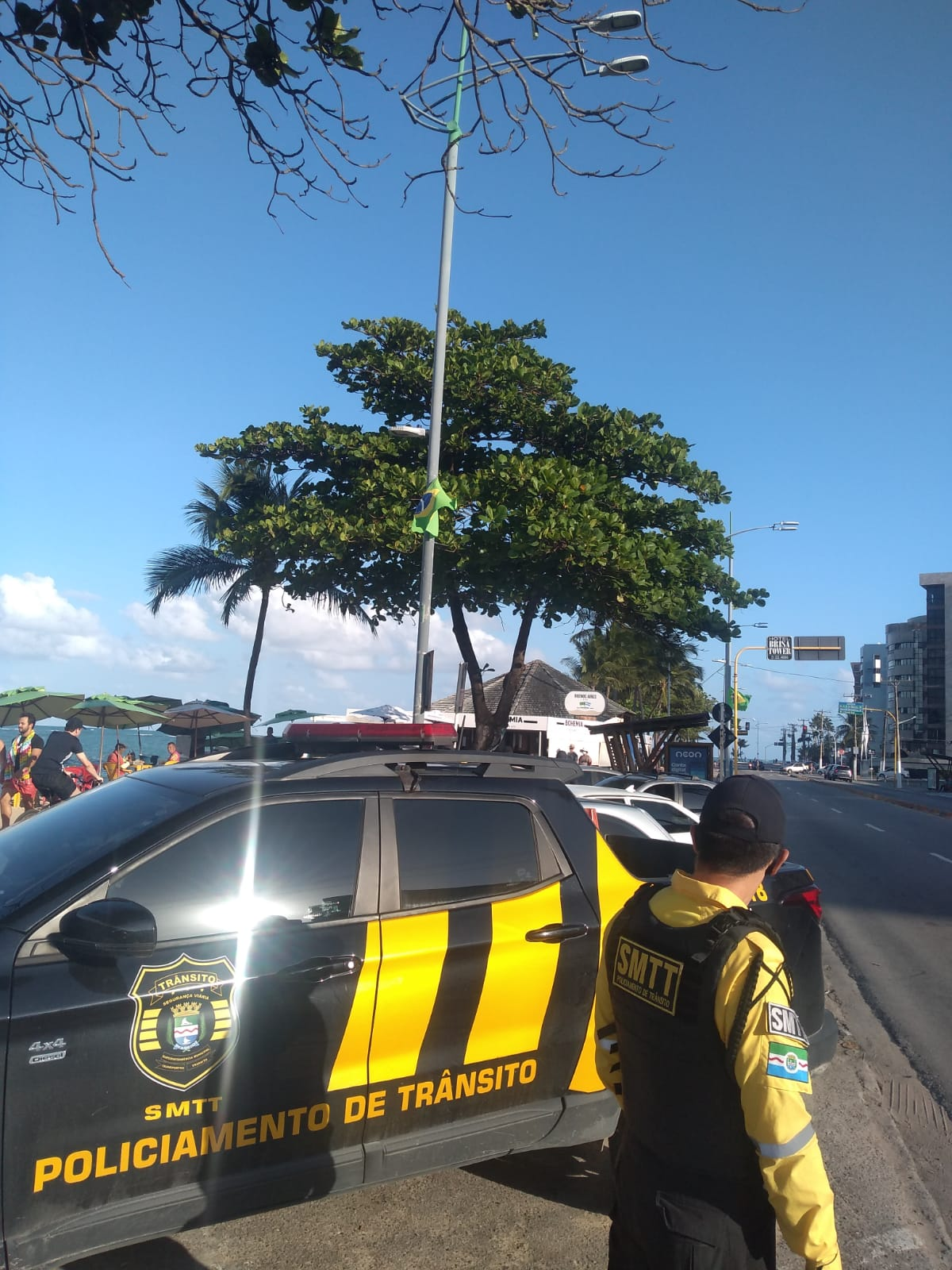
Policiamento de trânsito nas cidades brasileiras

No âmbito dos Estados e Municípios é exercido pelos Órgãos de Trânsito previstos no Código de Trânsito Brasileiro através de seus agentes de trânsito de carreira visando garantir a segurança viária da sociedade.
A Polícia Rodoviária Federal é responsável pelas rodovias federais, enquanto à Polícia Ferroviária Federal cabem as ferrovias federais.